# Bish Bosch
Bish Bosch je čtrnácté sólové studiové album amerického zpěváka Scotta Walkera. Vydáno bylo 3. prosince 2012 společností 4AD a na jeho produkci se spolu s Walkerem podílel jeho dlouholetý spolupracovník Peter Walsh. Album dosahuje délky více než 70 minut, což z něj činí Walkerovo nejdelší album; zároveň obsahuje jeho vůbec nejdelší píseň – „SDSS1416+13B (Zercon, A Flagpole Sitter)“.

## Seznam skladeb
1. 'See You Don’t Bump His Head' – 4:06
2. Corps De Blah – 10:11
3. Phrasing – 4:45
4. SDSS1416+13B (Zercon, A Flagpole Sitter) – 21:41
5. Epizootics! – 9:40
6. Dimple – 6:47
7. Tar – 5:39
8. Pilgrim – 2:26
9. The Day the 'Conducator' Died (An Xmas Song) – 7:45

## Obsazení
- Scott Walker – zpěv, kytara, klávesy, perkuse
- Hugh Burns – kytara, dobro, ukulele, havajská pedálová steel kytara
- James Stevenson – kytara
- Alasdair Malloy – perkuse, gong, mačety
- Mark Warman – klávesy, programování bicích, gong, tleskání, mačety
- Peter Walsh – klávesy, programování bicích, luskání prsty
- Ian Thomas – bicí
- John Giblin – baskytara, kontrabas
- Paul Willey – housle
- Michael Laird – horny
- Pete Long – barytonsaxofon, tubax
- B. J. Cole – havajská pedálová steel kytara
- Guy Barker – trubka
- Tom Rees – trubka
- Andrew McDonnell – zvuky

Orchestr
- dirigent a orchestrátor – Mark Warman
- první housle – Paul Willey, Boguslaw Kostecki, Jonathan Rees, Laura Melhuish, Dave Ogden, Julian Trafford, Abigail Young, Ruth Ehrlich, Ann Morfee, Dave Smith
- druhé housle – Steve Morris, Tom Piggott-Smith, Charlie Brown, Elizabet Wexler, Sebastian Rudnicki, Nikki Gleed, Steve Bentley-Klein, Brian Wright, Clive Dobbins, Paddy Roberts
- violoncella – Frank Schaefer, Justin Pearson, Chris Fish, Joely Koos, Nerys Richards, Dom Pecheur, Tamsy Kayner, Vicky Metthews
- kontrabasy – Enno Senft, Chris West, Clare Tyack, Steve Rossell, Stacey Watton, Alice Kent, Stephen Warner, Lucy Hare